# Karl Tschamber

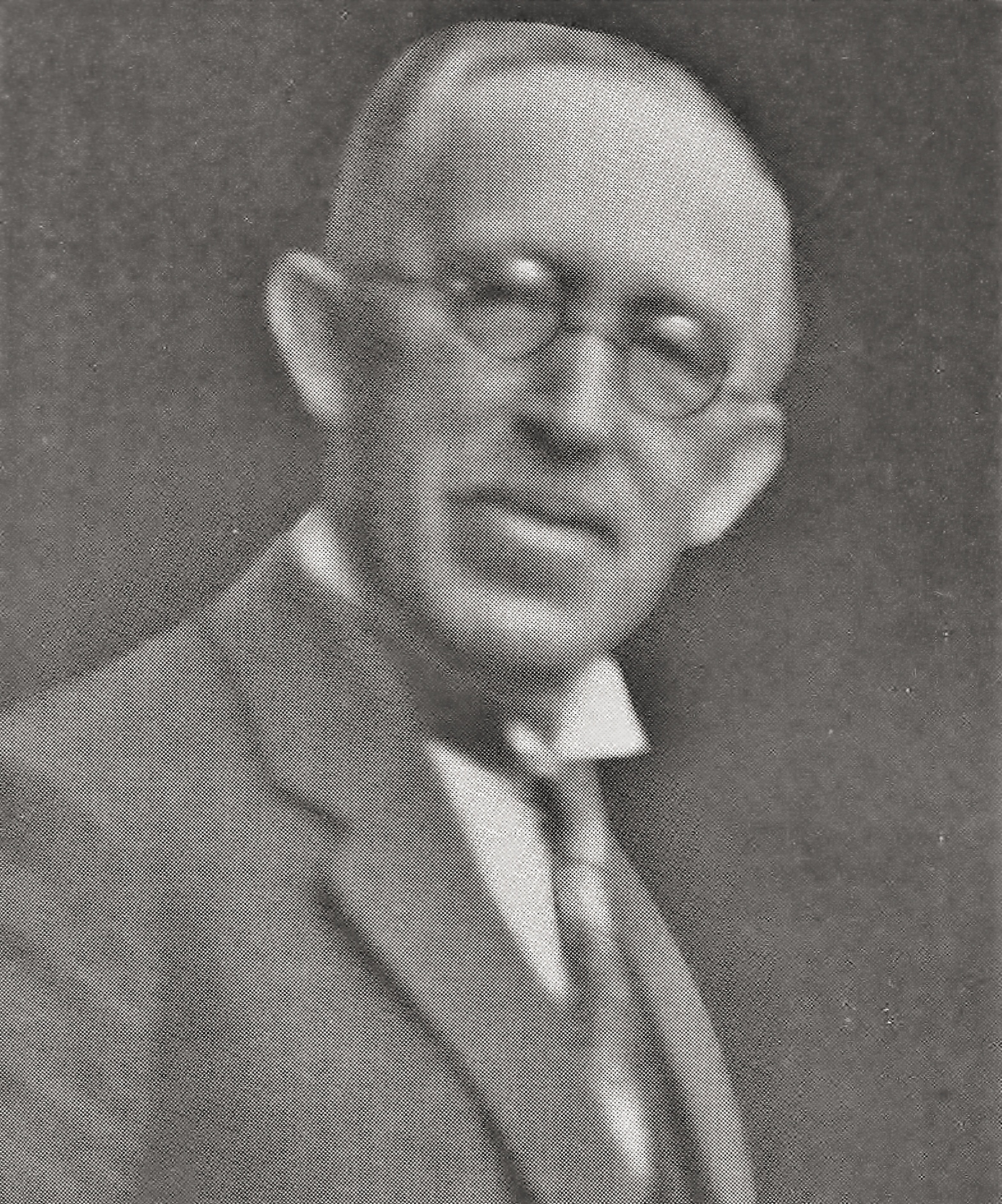
Karl Tschamber

Karl Tschamber (* 4. Juli 1863 in Helfrantzkirch; † 1. Juli 1932 in Basel) war ein Heimatforscher des Markgräflerlandes.

## Leben
Karl Tschamber war der Sohn des Landwirts Xaver Tschamber. 
Bei Karl Tschambers Geburt gehörte das elsässische Helfrantzkirch zum zweiten französischen Kaiserreich unter Napoleon III. Den größeren Teil seiner Schulzeit absolvierte er aber schon im Deutschen Reichsland Elsass-Lothringen. Nach der Schulzeit studierte er am Lehrerseminar in Kolmar (Ecole Normale d'Instituteurs de Colmar). Nach dem Abschluss bekam 1884 Tschamber eine Lehrerstelle in Hüningen, wo er später auch Rektor wurde. Hier nahm er
seine historischen Studien auf und schrieb über die Geschichte von Hüningen und der rechtsrheinischen Nachbarschaft (Friedlingen und Hiltelingen).
Nachdem am Ende des Ersten Weltkriegs das Elsass wieder französisch geworden war, betrieb der französische Staat eine rigorose Re-Französisierung. Tschambers Kinder und seine aus Baden stammende Ehefrau wurden zu Bürgern zweiter Klasse und Tschamber verlor seine Anstellung als Rektor. Vor diesem Hintergrund verließ Tschamber das Elsass und ging nach Weil am Rhein. In Basel war er im Staatsarchiv tätig, wo er die Bearbeitung des historischen Grundbuches von Karl Stehlin übernahm. 1928 publizierte er seine Chronik von Weil.
Tschamber verstarb am 1. Juli 1932 im Clara-Spital in Basel und wurde auf dem Friedhof in Weil am Rhein begraben. Zum Gedenken hat die Stadt Weil 1955 eine Grundschule nach Karl Tschamber benannt und in der französischen Gemeinde Huningue gibt es eine Rue Karl Tschamber benannte Sackgasse und in seinem Geburtsort ist eine Straße nach ihm benannt (Rue Charles Tschamber).

## Werke
- Geschichte der Stadt und ehemaligen Festung Hüningen. St. Ludwig (Saint Louis) 1894. Internet Archive.
- Friedlingen und Hiltelingen. Ein Beitrag zur Geschichte der Ödungen im badischen Lande. Hüningen, Selbstverlag 1900. Internet Archive.
- Der deutsch-französische Krieg von 1674–75. Hüningen, Verlag Weber 1906.
- Chronik der Gemeinde Weil. Weil/Baden, Grenzbote-Verlag 1928 Internet Archive.